# Billy Bond
Giuliano Canterini, conocido como Billy Bond o El Bondo (La Spezia, Liguria, 19 de noviembre de 1944), es un músico italiano nacionalizado argentino, considerado como uno de los pioneros del rock argentino. Fue cantante de Billy Bond y La Pesada del Rock and Roll y copropietario y gerente del local La Cueva. Luego de que irrumpiera el golpe de Estado en 1976 y a poco de haber comenzado la última dictadura cívico-militar argentina es amenazado de muerte, por lo que debió salir del país y exiliarse en Brasil. En este país vive y trabaja desde entonces, dedicándose mayormente a producir diversos músicos y bandas, además de obras teatrales.

## Biografía

### Inicios
Comenzó su carrera musical como cantante de Los Bobby Cats. Tiempo después formó Los Guantes Negros, grupo de música beat que también integraban Ricardo Lew (guitarra), Willy Verdaguer (bajo) y Alberto Hualde (batería). Con esta banda grabó sus primeros discos y realizó presentaciones en numerosos locales, entre ellos el mítico local La Cueva.

### La Cueva
Billy Bond frecuentaba La Cueva de Passarotus, un local ubicado en la avenida Pueyrredón 1723, en Buenos Aires, donde dos veces por semana se realizaban actuaciones de jazz y jam sessions. En 1967, le propuso a Bravo, encargado del lugar, cambiar de estilo musical, programando también artistas de rock. Ambos decidieron hacer del club una Cueva Beat, abierta todos los días, que pronto se convirtió en un punto de encuentro de músicos de rock como Los Shakers, Sandro, Pajarito Zaguri, Moris, Javier Martínez, Tony Osanah, Willy Verdadguer, Los Gatos y Tanguito. La Cueva, y el ambiente que en ella se generó, fue uno de los epicentros en torno a los cuales se gestó el movimiento que más tarde sería conocido como rock argentino. Los reiterados allanamientos policiales que sufrió, las casi cotidianas detenciones de quienes lo frecuentaban y dos bombas colocadas frente al local, provocaron su cierre. Durante el periodo en que permaneció abierta, Billy Bond fue su representante y director artístico.

### Billy Bond y La Pesada del Rock and Roll
Billy Bond y La Pesada del Rock and Roll fue inicialmente una banda abierta, cuyo objetivo era acompañar a Billy Bond. Por ella pasaron reconocidos músicos argentinos. En su primer álbum participaron Pappo, Luis Alberto Spinetta, Héctor "Pomo" Lorenzo, Vitico, David Lebón, Black Amaya, Javier Martínez, Luis Gambolini, Nacho Smilari y Cacho Lafalce. En el segundo disco participaron Pappo, Alejandro Medina, Kubero Díaz, Javier Martínez, Jorge Pinchevsky y "Poli" Martínez, entre otros. La placa cierra con una versión de "La marcha de San Lorenzo" que entró en la lista de la censura oficial, siendo prohibida su difusión. En 1972, la formación de La Pesada se hizo estable, incluyendo en guitarras a Kubero Díaz y al recién incorporado Claudio Gabis, Alejandro Medina en bajo, Jorge Pinchevsky en violín, Isa Portugheis en batería y Billy Bond en voces y producción. Con esos integrantes, la banda grabó álbumes solistas de cada uno de ellos y varios con artistas que luego serían famosos, como Sui Generis, David Lebón y Raúl Porchetto, y además se presentó en teatros y clubes de Buenos Aires y otras ciudades argentinas. 

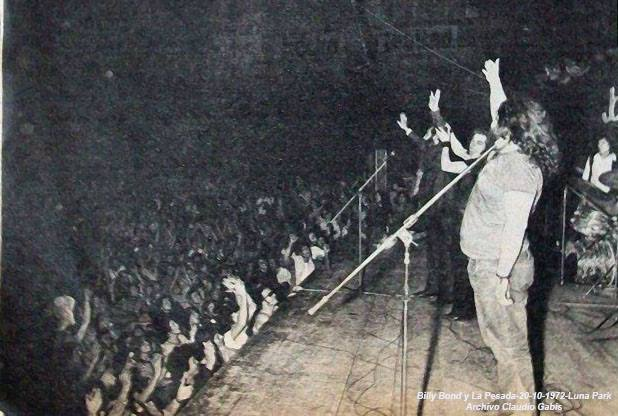
Billy Bond y el resto de los miembros de La Pesada, Claudio Gabis entre ellos, tratando de apaciguar al público. Instantes más tarde se produciría la debacle y la cuasi destrucción del patio de butacas del estadio.

El 20 de octubre de 1972, La Pesada participó en un fallido festival de rock en el cual resultaron dañadas las instalaciones del estadio Luna Park, debido al enfrentamiento entre la policía y el público. Los incidentes comenzaron antes del recital y se desataron cuando La Pesada, único grupo que aceptó salir al escenario en tales circunstancias, inició su actuación. Posteriormente, algunos medios atribuyeron los desórdenes a la conducta de Billy Bond en el escenario. En un artículo publicado en el diario Clarín el 21 de enero de 2006, Claudio Gabis, guitarrista de la banda en esa época, describe así la situación:

"Nuestra agonía, la de La Pesada, comenzó esa tan nombrada noche del Luna Park en que los chicos, provocados por las Fuerzas del Orden y los matones de Lectoure, arrasaron con las instalaciones del pugilístico estadio. Fuera de contexto, la famosa frase de Billy “Rompan todo” puede parecer una infeliz provocación, pero en su verdadero contexto, pasó que Billy –y todos nosotros- vimos como toda la gente que estaba allí se enfrentaba irracionalmente y como no había nada que hacer con ellos. ¡Estaban completamente chiflados, estaban muy mal!. Lo que Billy gritó desesperadamente cuando vio que la violencia y la estupidez eran irrefrenables, fue algo así como: ¡Está bien, idiotas! ¡Si todos ustedes son tan locos y tontos, entonces rompan todo! Ni hacía falta decirlo... Como lamentablemente se comprobó poco después, en Argentina había muchos locos, demasiados tontos, y ya estaba todo roto..."
Claudio Gabis.

Sin embargo, un asistente al fallido concierto recuerda que se encontraban casi desierta la platea cercana al escenario. Ante esa diferencia notoria con el resto del estadio, Billy Bond se dirigió al público diciendo algo así como "Vengan a mí", lo que determinó que muchos espectadores que estaban en sectores más baratos empujaran las rejas que dividían ambos sectores y avanzaran hacia la vacía platea. El desorden generalizado y la presencia de policías uniformados dentro del lugar hicieron que se produjera una batahola y la suspensión del espectáculo.
A fines de 1972, se grabó el anteúltimo disco de la banda, Tontos (Operita). El tema que da nombre a la placa fue incluido en la película Rock hasta que se ponga el sol. A partir de ese momento, la banda limitó su actividad exclusivamente a las grabaciones, actuando muy poco en público, y editando un último álbum en 1973, el Vol. 4, hasta que en 1974 Billy Bond, Claudio Gabis y Alejandro Medina decidieron emigrar a Brasil, poniendo punto final a la existencia del grupo.

### La producción
Billy Bond fue productor musical de varios grupos, contando con los miembros de su banda, Billy Bond y La Pesada del Rock and Roll, como músicos de sesión. Entre 1972 y 1974 produjo los álbumes Vida de Sui Generis, Cristo rock de Raúl Porchetto, y una versión de La Biblia de Vox Dei, con la participación de integrantes de La Pesada y el Ensamble Musical de Buenos Aires. También produjo los trabajos solistas de los músicos que participaban en La Pesada: Rinaldo Rafanelli, Kubero Díaz, David Lebón, Claudio Gabis, Alejandro Medina y Jorge Pinchevsky.
La caótica situación política y social argentina preparaba los sucesos que condujeron a la dictadura militar que se implantó en 1976. Muchos artistas, como Billy Bond y otros miembros de La Pesada, decidieron emigrar a Brasil y otros países. Billy se estableció primero en Río de Janeiro y luego en São Paulo.

### Persecución política y exilio
En una entrevista concedida por Bond al humorista, músico y animador Gillespi en la radio Rock & Pop, Bond explicó que las razones de su partida y el comienzo de una nueva vida en Brasil fueron fundamentalmente políticas: luego de dos atentados sufridos en La Cueva, la muerte de Tanguito (de la cual Bond dijo estar convencido de que fue un asesinato) y de otros músicos, así como la violencia política de la época previa a la última dictadura cívico-militar, Bond decidió exiliarse.

### Brasil y otros proyectos
Ya instalado en Brasil, produjo el primer disco solista de Ney Matogrosso, en cuya banda participaba el guitarrista Claudio Gabis, que también había emigrado a ese país. Más tarde integró como vocalista la banda Joelho de Porco, con la que grabó dos placas. También realizó una nueva versión de La Biblia (obra del grupo Vox Dei) con músicos brasileños, utilizando las bases instrumentales registradas en Buenos Aires.
En 1978 produjo el primer trabajo de Serú Girán. Algunas pistas descartadas por la banda, y otras personales, las utilizó para lanzar el disco Billy Bond & The Jets. Con el tiempo se transformó en un importante productor musical y teatral brasileño. En 1997 ejerció como representante de giras de Joe Luciano en sus giras americana y europea. Éste le dedicó un tema en su álbum Pa' dos días que hay que vivir (2001) titulado "El Baile del Bombón".

### Actualidad
Desde su llegada al Brasil Billy Bond reside y trabaja allí, pero cada tanto pasa por Argentina. En el año 2016 el Instituto Nacional Argentino de la Música logró la cesión de derechos de la compañía discográfica Music Hall, con lo cual se recuperó la totalidad de un catálogo invaluable de la época clásica del rock nacional, y se empezó a avanzar con proyectos de reediciones, entre ellas de material de Gustavo Santaolalla y de la banda Billy Bond y La Pesada del Rock and Roll: Santaolalla celebró el rescate realizado por el "Inamu" y el relanzamiento de obras largamente perdidas de Arco Iris, y la institución además entregó licencias a más de cien músicos registrados en Music Hall, entre ellos Billy Bond; esto significaba que, a partir de ese momento, sus obras podían ser reeditadas por sus intérpretes principales, o por sus herederos, sin las trabas judiciales que se habían producido tras el quiebre de la compañía, en 1993. Ante la noticia, Billy Bond volvió al país y declaró: “Esto le hace un bien enorme a los músicos, ojalá lo aprovechen”.

## Discografía

### Los Guantes Negros
- La cabeza bambolear / La tengo que encontrar (simple) (1964)
- A golpear / Pan y mantequilla (simple) (1965)
- Es Wollie Willie / Siempre me pasa igual (simple) (1966)
- Los Guantes Negros (simples) (1964-1966)

### Billy Bond y La Pesada del Rock and Roll
- Yo, Billy Bond (1967)
- Las dos caras de Billy Bond (1969)
- Lenita EP (1969)
- Buenos Aires Blus (1972)
- Tontos (Operita) (1972)
- Billy Bond y La Pesada del Rock and Roll Volumen 4 (1973)

### Joelho de Porco
- Joelho de Porco (1978)

### Billy Bond and the Jets
- Billy Bond & The Jets (1979)

### Etapa solista
- O Herói (1979)
- Quiénes son ellos (E Quem Sâo Eles en Brasil) (1982)
- En la era del pop (1985)
- Yo me amo (1992)

## Filmografía
- La gran felicidad (1966), dirigida por Carlos Borsani y Carlos Borcosque (hijo)